# Argentina International 1997
Die Argentina International 1997 im Badminton fanden vom 28. bis zum 30. November 1997 statt.

## Die Sieger und Platzierten
| Disziplin    | Gold                          | Silber                                 | Bronze                              |
| ------------ | ----------------------------- | -------------------------------------- | ----------------------------------- |
| Herreneinzel | Mario Carulla                 | Leandro Santos                         | Guilherme Pardo                     |
| Herreneinzel | Mario Carulla                 | Leandro Santos                         | Jorge Meyer                         |
| Dameneinzel  | Adrienn Kocsis                | Ximena Bellido                         | Alice Garay                         |
| Dameneinzel  | Adrienn Kocsis                | Ximena Bellido                         | Pilar Bellido                       |
| Herrendoppel | Mario Carulla Federico Valdez | Guilherme Pardo Leandro Santos         | Facundo Fernandez Jaroslaw Klysz    |
| Herrendoppel | Mario Carulla Federico Valdez | Guilherme Pardo Leandro Santos         | Ricardo Gonzales Guillermo Zavala   |
| Damendoppel  | Pilar Bellido Ximena Bellido  | Pamela Macaya Salinas Natalia Villegas | Maria Jose Avila Lorena Bugallo     |
| Damendoppel  | Pilar Bellido Ximena Bellido  | Pamela Macaya Salinas Natalia Villegas | Mariana Gaba Nilda Taborda          |
| Mixed        | Mario Carulla Adrienn Kocsis  | Juan Carlos Hintze Ximena Bellido      | Gianfranco Brazzini Leticia Scrocca |
| Mixed        | Mario Carulla Adrienn Kocsis  | Juan Carlos Hintze Ximena Bellido      | Michael Garay Alice Garay           |